# Essexville
Essexville – miasto w Stanach Zjednoczonych, w stanie Michigan, w hrabstwie Bay.